# Германська руна «За успішність»
Германська руна «За успішність» (нім. Germanische Leistungsrune) — спеціальна відзнака для бійців військ СС.

## Історія
Відзнака заснована 15 серпня 1943 року Генріхом Гіммлером. Згідно з Указом про заснування нагороди, відзнака мала бути «стимулом для фізичної та військової підготовки в дусі націонал-соціалістичного світогляду та доказом щирої віри в прекрасні германські ідеали».
Всього відзнаку отримали більше 1000 осіб, серед них — 25 бійців норвезького добровольчого легіону СС.
Германська руна є дуже рідкісною відзнакою. Більшість знаків, які зустрічаються сьогодні — це копії. Станом на 2010 рік вартість оригіналу становила від 7 500 до 10 000 американських доларів.

## Опис
Нагорода виготовлялась із бронзи або срібла і являла собою нагрудний знак у вигляді коловрата (кругового варіанту свастики) із парними зіг-рунами (символом СС) посередині.
Знак міг мати наступні розміри:
| Діаметр знака, мм | Довжина рун, мм |
| ----------------- | --------------- |
| 45                | 29              |
| 46.5              | 31              |
| 49                | 32              |

Товщина рун — 5 мм.

## Умови нагородження
Руна існувала в двох ступенях: бронзовому і срібному. Щоб отримати знак, необхідно було пройти випробування.

### Випробування для отримання бронзового знаку
1. Індивідуальний тест з легкої атлетики.
  - Пробігти 400 метрів за 72.5 секунд.
  - Здійснити довгий стрибок на 4 метри.
  - Проплисти 300 метрів 12 хвилин.
  - Показати задовільний результат з вибраного виду спорту.
2. Індивідуальна військова підготовка
  - 10 пострілів з гвинтівки з відкритого положення на відстані 50 метрів — набрати щонайменше 40 очок.
  - Пройти тест з тактичної підготовки із задовільним результатом.
3. Груповий тест з легкої атлетики
  - Біг на 100 метрів за 17 секунд.
  - Піднятись по канату за 12 секунд.
  - Пробігти 2 кілометри за 10 хвилин.
  - Здолати 30 кілометрів за 9 годин і 30 хвилин.
4. Індивідуальний політичний тест.
  - Скласти письмовий і усний екзамен з націонал-соціалістичної філософії із задовільним результатом.

### Випробування для отримання срібного знаку
1. Індивідуальний тест з легкої атлетики.
  - Пробігти 400 метрів за 68 секунд.
  - Здійснити довгий стрибок на 4.75 метра.
  - Проплисти 300 метрів за 9 хвилин.
  - Показати відмінний результат з вибраного виду спорту.
2. Індивідуальна військова підготовка
  - 10 пострілів з гвинтівки з відкритого положення на відстані 50 метрів — набрати щонайменше 60 очок.
  - Пройти тест з тактичної підготовки з відмінним результатом.
3. Груповий тест з легкої атлетики
  - Біг на 100 метрів за 14.5 секунд.
  - Піднятись по канату за 9 секунд.
  - Пробігти 2 кілометри за 8 хвилин.
  - Здолати 30 кілометрів за 9 годин і 30 хвилин.
4. Індивідуальний політичний тест.
  - Скласти письмовий і усний екзамен з націонал-соціалістичної філософії з відмінним результатом.

## Сучасний статус відзнаки
У ФРН знак вважається одним із символів антиконституційної пропаганди. Його виготовлення, публічний продаж та поширення заборонені. Носіння нагороди заборонене відповідно до Закону Німеччини про порядок нагородження орденами та про порядок носіння від 26 липня 1957 року (нім.Gesetz uber Titel, Orden und Ehrenzeichen).

## Відомі нагороджені
- Герберт Швайгер